# 帕尔干布拉克东湖
帕尔干布拉克东湖，位于中华人民共和国新疆维吾尔自治区吐鲁番市鄯善县东南部库姆塔格荒漠区帕尔冈乔喀山东南部，系第四纪末，罗布泊北部库鲁克塔格和克孜勒塔格隆起形成的独立湖泊。湖泊长6千米，宽1.5～2.0千米，主要依赖湖面降水及周边地下水补给。滨湖散布沼泽。《中国湖泊志》记载本湖水位1000米，面积10平方千米。